# Fast and Furious
Pour les articles homonymes, voir The Fast and the Furious.
Série Fast and Furious
Turbo-Charged Prelude
(2003)
Pour plus de détails, voir Fiche technique et Distribution.
Fast and Furious (The Fast and the Furious), ou Rapides et Dangereux au Québec, est un film américano-allemand réalisé par Rob Cohen et sorti en 2001. Il s'agit du premier film de la franchise Fast and Furious.

## Synopsis
Dominic Toretto est un ex-prisonnier de la prison de Lompoc qui est désormais pilote de courses de rue. Il est entouré d'une bande, qu'il considère comme sa famille, composée de sa petite copine Letty, de ses amis Vince, Jesse, Leon et de sa sœur Mia Toretto.
Un nouveau venu veut se joindre à cette bande, Brian Earl Spilner, mais pour des raisons différentes de celles des courses de rues. Brian se nomme en réalité Brian O'Conner et fait partie de la police de Los Angeles. Génie du volant et de la mécanique, il a été choisi pour enquêter sur des attaques de camions ; les principaux suspects étant des pilotes de rue. Dom Toretto et sa bande sont les premiers à être visés par cette accusation. Brian doit donc infiltrer la bande de Dom mais l'épreuve est difficile. Après une course illégale où Brian a perdu sa voiture en la pariant, la police intervient pour stopper les street racers ; Dom et Brian, qui participaient à la course, prennent la fuite. Dom est sur le point de se faire arrêter mais Brian parvient à lui sauver la mise. Ils s'aventurent par inadvertance dans un territoire détenu par un gang de course rival dirigé par Johnny Tran et son cousin Lance. Tran et Lance détruisent la Mitsubishi Eclipse de Brian, et les deux sont forcés de retourner à pied chez Dom. Dom réitère que Brian lui doit toujours une voiture de dix secondes.
Brian livre une décrépite Toyota Supra au garage de Dom, et l'équipage commence le processus de restauration. En même temps, Brian a désormais une place dans la bande mais l'amitié et l'amour vont fragiliser le policier infiltré. Il tombe amoureux de Mia Toretto, la sœur de Dominic et va vivre une petite histoire avec elle. Il soupçonne que c’est Tran qui est le braqueur. Alors qu'il enquête sur l'un des garages d'Hector, Brian est découvert par Dom et Vince ; il convainc ce dernier qu'il fait des recherches sur les véhicules du gang de Tran en préparation de Race Wars. Ce faisant, les trois découvrent un grand nombre de biens électroniques, que Brian rapporte à ses supérieurs, le sergent de LAPD Tanner et l'agent spécial du FBI Bilkins. Tran est arrêté, mais il s'avère qu'il a acquis les marchandises légalement. Tanner informe ensuite Brian que les camionneurs ont commencé à s'armer pour tuer les pirates du bitume et l'informe qui doit trouver des preuves contre car ils sont convaincus que c’est Dom le fameux coupable de toutes ces attaques, il lui demande de faire un choix.
Brian et Dom assistent aux Race Wars, où Jesse parie et perd la Volkswagen Vento de son père dans une course de drag contre Tran au volant de sa Honda S2000. Jesse s'enfuit après avoir perdu, ce qui entraîne une confrontation entre Dom et Tran. Tran accuse Dom de l’avoir dénoncé aux FBI, et les deux se battent avant d'être séparés. Ce soir-là, Brian voit Dom partir avec son équipage pour effectuer le braquage. Brian révèle son identité à une Mia bouleversée, la convainquant de l'aider à les retrouver car ils sont en danger.
Lors d'une attaque de camion, Dom, Letty, Vince et Leon tentent de détourner le camion mais la tâche se complique car le chauffeur est armé et Vince est blessé et faisant sortir Letty de la route dans le processus. Brian, aidé par Mia, arrive à temps pour le sauver en appelant un hélicoptère en urgence, avouant qu'il est policier. Mia se range alors du côté de son frère pour fuir avant l'arrivée de la police.
Brian affronte Dom devant chez lui juste avant que Jesse se fasse tuer par la bande rivale de Dom, dirigée par Johnny Tran. Dom le poursuit avec Brian. Finalement, Tran se fait tuer par O'Conner. Brian renonce à son arrestation et poursuit Lance avec Dom qui utilise le Dodge Charger de 1970 de son père pour poursuivre Tran et venger Jesse. Pendant la poursuite, Dom chasse Lance hors de la route et Brian tue Tran. Brian retrouve Dom et font une dernière course d'un quart de mille sur un passage à niveau mais cela se passe mal, lorsque Dom a un accident (avec la voiture de son père) mais la course se termine de justesse par un match nul, mais la voiture de Dom est percutée par un camion qui passe. Dom n'a plus aucun moyen de fuir. Brian fait son choix et lui remet les clés de sa Supra payant sa dette à Dom et pour qu'il puisse fuir... Brian perd ainsi sa plaque de policier.
Scène post-générique
Dominic Toretto est en fuite dans l'État de Basse-Californie au Mexique au volant d'une Chevrolet Chevelle de 1970.

## Fiche technique
- Titre original : The Fast and the Furious
- Titre français : Fast and Furious
- Titre québécois : Rapides et dangereux
- Réalisation : Rob Cohen
- Scénario : Gary Scott Thompson, David Ayer et Erik Bergquist, d'après l'article Racer X de Ken Li
- Musique : BT
- Direction artistique : Kevin Kavanaugh
- Décors : Waldemar Kalinowski
- Costumes : Sanja Milkovic Hays
- Photographie : Ericson Core
- Son : Michael C. Casper, Daniel J. Leahy, Jonathan Wales
- Montage : Peter Honess
- Production : Neal H. Moritz
  - Production déléguée : John Pogue et Doug Claybourne
  - Production associée : Creighton Bellinger
- Sociétés de production[2] :
  - États-Unis : Original Film, Ardustry Entertainment, avec la participation de Universal Pictures
  - Allemagne : Mediastream Film GmbH & Co. Productions KG
- Sociétés de distribution :
  - États-Unis, Canada : Universal Pictures
  - Allemagne, Belgique, Suisse, France : United International Pictures
- Budget : 38 millions de $[3]
- Pays d'origine :  États-Unis et  Allemagne (coproduction)
- Langues originales : anglais, espagnol
- Format[4] : couleur (DeLuxe) — 35 mm — 2,39:1 (CinemaScope) — son DTS | Dolby Digital | SDDS | DTS (DTS: X)
- Genre : action, policier, thriller
- Durée : 106 minutes
- Dates de sortie[5] :
  - États-Unis : 18 juin 2001 (avant-première mondiale), 22 juin 2001 (sortie nationale), 22 juin 2016 (réédition)
  - Québec[6] : 22 juin 2001
  - Belgique, France, Suisse romande[7] : 26 septembre 2001
  - Allemagne : 18 octobre 2001
- Classification[8] :
  - États-Unis : accord parental recommandé, film déconseillé aux moins de 13 ans (PG-13 - Parents Strongly Cautioned)[Note 1]
  - Allemagne : interdit aux moins de 16 ans (FSK 16)
  - France : tous publics[9]

## Distribution
- Paul Walker (VF : Guillaume Lebon ; VQ : Martin Watier) : Brian O'Conner
- Vin Diesel (VF : Guillaume Orsat ; VQ : Jean-Marie Moncelet) : Dominic « Dom » Toretto
- Michelle Rodriguez (VF : Olivia Dalric ; VQ : Camille Cyr-Desmarais) : Leticia « Letty » Ortiz
- Jordana Brewster (VF : Annie Milon ; VQ : Anne Bédard) : Mia Toretto
- Rick Yune (VF : Olivier Jankovic ; VQ : François Godin) : Johnny Tran
- Chad Lindberg (VF : Mathias Kozlowski ; VQ : François Sasseville) : Jesse
- Johnny Strong (VF : Sylvain Lemarié ; VQ : Patrice Dubois) : Leon
- Matt Schulze (VF : Bruno Dubernat ; VQ : Pierre Chagnon) : Vince
- Ted Levine (VF : Thierry Murzeau ; VQ : Mario Desmarais) : le sergent Tanner
- Ja Rule (VQ : Jacques Lussier) : Edwin
- Vyto Ruginis (VF : Jean-Jacques Nervest) : Harry
- Thom Barry (VF : Pascal Renwick ; VQ : Hubert Gagnon) : l'agent Bilkins
- Stanton Rutlege (VF : Patrice Baudrier ; VQ : Benoît Éthier) : Muse
- Noel Gugliemi (VF : Julien Kramer ; VQ : François L'Écuyer) : Hector
- Beau Holden (VF : Jean-Jacques Nervest ; VQ : Yvon Thiboutot) : Ted Gassner
- Reggie Lee (VF : Serge Faliu ; VQ : Joël Legendre) : Lance Nguyen
- David Douglas (VF : Patrick Mancini ; VQ : Sébastien Dhavernas) : le pilote rasta
- Monica Tamayo : Monica, la femme qui drague Edwin au départ de la course
- Neal H. Moritz : le conducteur de la Ferrari noire (caméo)
- Rob Cohen : le livreur de pizza gêné par une course (caméo ; non crédité)
- Solenn Marty (cascades)

Sources et légendes : version française (VF) sur Voxofilm ; version québécoise (VQ) sur Doublage.qc.ca

## Production

### Genèse et développement
Le scénario est inspiré d'un article paru dans le magazine Vibe, écrit par Ken Li et intitulé Racer X. Le film s'inspire également des films 260 chrono (1987) de Peter Werner (dont le scénario est très proche) et The Legend of Speed (1999) d'Andrew Lau. Initialement, le film s'intitulait Redline avant que le studio emprunte le titre de The Fast and the Furious, film de John Ireland sorti en 1955, avec lequel il ne partage toutefois que le thème de la course de voitures.

### Attribution des rôles
Pour le rôle de Dominic Toretto, le premier choix était Timothy Olyphant avant que Vin Diesel ne soit choisi. Mark Wahlberg, Christian Bale ou encore le rappeur Eminem ont été sollicités pour incarner Brian O'Conner avant que Paul Walker ne soit officiellement choisi. Le réalisateur Rob Cohen venait de le diriger dans son précédent film, The Skulls : Société secrète (2000). Quant au personnage de Mia Toretto, le premier choix était l'actrice Eliza Dushku, qui l'a refusé comme beaucoup d'autres actrices (Natalie Portman, Sarah Michelle Gellar, Kirsten Dunst, Bijou Phillips et Jessica Biel)[réf. à confirmer].
Michelle Rodriguez et Jordana Brewster n'avaient pas leur permis de conduire au moment du film et ont dû prendre des cours de conduite,.

### Tournage
Le tournage a débuté le 31 juillet 2000 et s'est déroulé à El Segundo, Hemet, Long Beach, Los Angeles, Malibu, Pasadena, San Bernardino et Westminster.

## Bande originale
Bandes originales de Fast and Furious
More Fast and Furious
(2001)
| 1.  | Good Life (Remix) (Feat. Ja Rule, Vita & Cadillac Tah)           | Faith Evans       |  |
| 2.  | POV City Anthem                                                  | Cadillac Tah      |  |
| 3.  | When a Man Does Wrong                                            | Ashanti           |  |
| 4.  | Race Against Time II (Feat. Ja Rule)                             | Tank              |  |
| 5.  | Furious (Feat. Vita & O1)                                        | Ja Rule           |  |
| 6.  | Take My Time Tonight                                             | R. Kelly          |  |
| 7.  | Suicide (Feat. I.G.)                                             | Scarface          |  |
| 8.  | The Prayer                                                       | Black Child (en)  |  |
| 9.  | Tudunn Tudunn Tudunn (Make U Jump) (Feat. Noreaga)               | Funkmaster Flex   |  |
| 10. | Hustlin' (Feat. Armageddon)                                      | Fat Joe           |  |
| 11. | Freestyle                                                        | Boo & Gotti (en)  |  |
| 12. | Rollin' (Urban Assault Vehicle) (Feat. DMX, Redman & Method Man) | Limp Bizkit       |  |
| 13. | Life Ain't a Game                                                | Ja Rule           |  |
| 14. | Cali Diseaz (Feat. Nate Dogg)                                    | Shade Sheist (en) |  |
| 15. | Didn't I                                                         | Petey Pablo       |  |
| 16. | Put It On Me (Remix) (Feat. Vita & Lil' Mo)                      | Ja Rule           |  |
| 17. | Justify My Love (Feat. Ashanti)                                  | Vita              |  |

### More Fast and Furious
Bandes originales de Fast and Furious
Fast and Furious
(2001) 2 Fast 2 Furious
(2003)
| No  | Titre                          | Interprètes         | Durée |
| --- | ------------------------------ | ------------------- | ----- |
| 1.  | Superstar                      | Saliva              | 4:09  |
| 2.  | Faithless                      | Injected            | 3:22  |
| 3.  | Crawling in the Dark           | Hoobastank          | 2:56  |
| 4.  | Dominic's Story                | BT                  | 1:44  |
| 5.  | This Life                      | Primer 55           | 3:28  |
| 6.  | Crashing Around You            | Machine Head        | 3:15  |
| 7.  | Idi Banashapan                 | Roni Size/Reprazent | 4:15  |
| 8.  | Lock It Down                   | Digital Assassins   | 3:50  |
| 9.  | Race Wars                      | BT                  | 3:18  |
| 10. | Click Click Boom               | Saliva              | 4:13  |
| 11. | Shelter                        | Greenwheel          | 3:37  |
| 12. | Watch Your Back                | Benny Cassette      | 3:03  |
| 13. | Polkas Palabras                | Molotov             | 3:21  |
| 14. | The Fast and The Furious Theme | BT                  | 6:37  |

### Chansons non incluses dans les bandes originales
- Bring it On (Limp Bizkit) - dans le teaser
- My Way (Limp Bizkit) - dans la bande-annonce
- Evil Ways (Santana) - dans la fête-barbecue chez les Toretto
- Debonaire (Dope) - utilisée dans la scène où l'équipe de Toretto travaille sur la Supra tandis que la maison de Johnny Tran est perquisitionnée par le FBI.
- Deep Enough (Remix) (Live) - intro de Brian au début du film
- Area Codes (Ludacris) - première apparition de la Supra
- Fourth Floor Score (BT) - première apparition de Brian.
- Nocturnal Transmission (BT) - activités nocturnes
- Nurega (Organic Audio) - jouée à la maison de Dom après la course de rue
- Mercedes Benz (Shawnna) - arrivée des voitures à la course
- Atrevido (Orishas) - jouée quand Brian et Mia dinent au restaurant cubain.

## Accueil

### Critiques
Sur le site Rotten Tomatoes, le film a obtenu une note de 53 % d'après les avis de 147 critiques et un score moyen de 5,4⁄10. Le consensus critique se lit comme suit: "Élégant et brillant à la surface, Fast and Furious rappelle ces films d’exploitation adolescente des années 1950", indiquant "avis mitigés ou moyens". Sur Metacritic, le film a un score de 58⁄100 basé sur les avis de 29 critiques, indiquant des "avis mitigés ou moyens". Les spectateurs interrogés par CinemaScore ont attribué au film une note de B +, sur une échelle de A à F.
L'accueil en France est plus modéré, le site AlloCiné lui attribue une moyenne de 2.9⁄5.

### Box-office
Le film a connu un grand succès, ce qui a conduit a plusieurs suites.
| Pays ou région        | Box-office        | Date d'arrêt du box-office | Nombre de semaines |
| --------------------- | ----------------- | -------------------------- | ------------------ |
| États-Unis Canada     | 144 533 925 $     | 1er novembre 2001          | 19                 |
| France                | 1 070 360 entrées |                            |                    |
| Total hors États-Unis | 62 767 742 $      | -                          | -                  |
| Total mondial         | 207 301 667 $     | -                          | -                  |

## Distinctions
Entre 2001 et 2017, Fast and Furious a été nommés de nombreuses fois dans diverses catégories de plusieurs évènements et a remporté 11 récompenses,.

### Récompenses
- Hollywood Film Awards 2001 : Prix du film hollywoodien de la Meilleure révélation masculine décerné à Paul Walker
- The Stinkers Bad Movie Awards 2001 : Bande originale la plus intrusive décerné à BT
- MTV Movie & TV Awards 2002 : Prix MTV de la meilleure équipe à l'écran décerné à Vin Diesel et Paul Walker
- Prix BMI du cinéma et de la télévision 2002 : Meilleure musique de film pour BT
- Prix de la Société américaine des compositeurs, auteurs et éditeurs de musique 2002 : 
  - Prix ASCAP des chansons les plus jouées de films cinématographiques[pas clair] décerné à Caddillac Tah pour la chanson Put It On Me[Quand ?]
- Taurus - Prix mondiaux des cascades 2002 :
  - Meilleure conduite décerné à Matt Johnston, Mike Justus, Debbie Evans, Tim Trella, Christopher J. Tuck et Kevin Scott[Note 2]
  - Meilleure cascade automobile décerné à Christopher J. Tuck et Mike Justus[Note 3]
  - Meilleure doubleuse-cascadeuse décerné à Debbie Evans[Note 4]
  - Meilleur doubleur-cascadeur décerné à Christopher J. Tuck et Tim Trella
  - Meilleur coordinateur de cascade décerné à Mic Rodgers
- MTV Movie & TV Awards 2017 : Prix de la génération MTV décerné à la franchise Fast and the Furious

### Nominations et sélections
- Festival du cinéma américain de Deauville 2001 : sélection hors compétition[19]
- Teen Choice Awards 2001 :
  - Meilleur film de l'été
  - Meilleure scène de combat pour Paul Walker et Rick Yune
  - Meilleur méchant pour Rick Yune
  - Meilleure crise de colère pour Vin Diesel
  - Meilleur film Wipeout pour Michelle Rodriguez
- Prix Motion Picture Sound Editors 2002 :
  - Meilleur montage sonore - Effects et bruitages, long métrage national
  - Meilleur montage sonore, dialogues et doublages dans un film
  - Meilleurs effets sonores et bruitages dans un film pour Richard E. Yawn
- MTV Movie & TV Awards 2002 :
  - Meilleur film
  - Meilleure performance masculine pour Vin Diesel
  - Meilleure révélation masculine pour Paul Walker
  - Meilleure scène d'action (la course finale)
- Black Reel Awards 2002 : Meilleur acteur pour Vin Diesel
- Prix de l'American Film Institute 2002 : Directeur de la photographie de l'année pour Ericson Core
- Golden Trailer Awards 2002 : Meilleure bande-annonce de film d’action
- Prix des arts médiatiques latino-américains 2002 : Meilleure chanson dans une bande originale de film pour Polkas Palabras de Molotov
- Taurus - Prix mondiaux des cascades 2002 :
  - Meilleure cascade automobile pour Jimmy N. Roberts[Note 5]
  - Coup le plus dur pour Mike Justus[Note 6]

## Autour du film

### Véhicules utilisés
| Véhicules + couleurs                                                             | Conduit par     | Puissance | Scène                                                                 | Anecdote | Image |
| Honda Civic Coupé ESi 5e génération - 1995 Noir (avec néons vert sous châssis)   | Dominic Toretto | 125 ch    | Scènes des attaques de camion (x2)                                    | A reçu une cartouche de fusil à pompe dans le moteur et une autre dans la roue avant gauche au moment de l'attaque du camion à la fin du film. |       |
| Honda Civic Coupé ESi 5e génération - 1995 Noir (avec néons vert sous châssis)   | Leon            | 125 ch    | Scènes des attaques de camion (x2)                                    | |       |
| Honda Civic Coupé ESi 5e génération - 1995 Noir (avec néons vert sous châssis)   | Leticia Ortiz   | 125 ch    | Scènes des attaques de camion (x2)                                    | Détruite à la suite de tonneaux à la fin du film.                                                                                              |       |
| Mitsubishi Eclipse GS 2e génération - 1995 Vert (avec néons vert et vinyle bleu) | Brian O'Conner  | 210 ch    | 1re course de rue.                                                    | Mitraillée par les hommes de Johnny Tran et explosée par les 2 bonbonnes de N2O.                                                               |       |
| Toyota Supra RZ Mark 4 - 1994 Orange (avec vinyle)                               | Brian O'Conner  | 330 ch    | 1er test routier ; Race Wars ; Dernière scène des attaques de camion. | Récupérée brûlée au début, Dominic et son équipe finissent par la retaper.                                                                     |       |
| Dodge Charger R/T (B-body) 2e génération - 1970 Noir                             | Dominic Toretto | 395 ch    | Course face à Brian O'Connor à la fin du film.                        | Détruite à la fin du film lors de la course face à Brian O'Connor, à la suite d'un choc avec un camion.                                        |       |
| Mazda RX-7 3e génération - 1993 Rouge (avec néon rouge avec vinyle gris)         | Dominic Toretto | 255 ch    | 1re course de rue. ; Race Wars.                                       | |       |
| Nissan 240SX S14 - 1997 Poupre (avec vinyle or)                                  | Leticia Ortiz   | 200 ch    | Épicerie Torreto's ; 1re course de rue. ; Race Wars.                  | |       |
| Volkswagen Jetta VR6 Vento - 1995 Blanche (avec vinyle bleu)                     | Jesse           | 174 ch    | Épicerie Torreto's ; Première course de rue ; Race Wars.              | Perd la course contre Johnny Tran au Race Wars et se fait mitrailler par ses hommes à la fin du film.                                          |       |
| Nissan Maxima A32 4e génération - 1995 Bleu (avec vinyle rouge)                  | Vince           | 190 ch    | Épicerie Torreto's ; Première course de rue.                          | Cartographie d'injection déréglée au début du film.                                                                                            |       |
| Nissan Skyline GT-R R33 - 1995 Jaune (avec vinyle gris et rouge)                 | Leon            | 305 ch    | Épicerie Torreto's ; Première course de rue.                          | |       |

| Véhicules + couleurs                                                       | Conduit par                      | Puissance | Scène                                           | Anecdote                                                                                | Image |
| Voitures                                                                   |                                  |           |                                                 |                                                                                         |       |
| Ford F Lightning SVT 10e génération - 1999 Rouge                           | Brian O'Conner                   | 360 ch    | Épicerie Torreto's.                             |                                                                                         |       |
| Acura Integra GS-R 2e génération - 1993 Bleu turquoise (avec vinyle gris)  | Mia Toretto                      | 160 ch    | Scène du restaurant Tcha Tcha Tcha.             |                                                                                         |       |
| Honda S2000 - 1999 Noir (avec vinyle rouge-bordeaux)                       | Johnny Tran                      | 240 ch    | Race Wars.                                      | Gagne le run contre la Jetta de Jesse.                                                  |       |
| Acura Integra GS-R 3e génération - 1996 Rouge (avec vinyle jaune)          | Edwin                            | 170 ch    | 1re course de rue.                              |                                                                                         |       |
| Honda Civic EG 5e génération - 1992 Marron/Jaune                           | Hector                           | 160 ch    | 1re course de rue.                              |                                                                                         |       |
| Honda Civic Coupé EX 5e génération - 1993 Blanche (avec vinyle bleu et or) |                                  |           | 1re course de rue.                              |                                                                                         |       |
| Ferrari F355 Spider - 1999 Noir                                            | Neal Moritz (producteur du film) | 380 ch    | 1er test routier                                | A perdu la course contre la Toyota Supra de Brian. La Ferrari appartient à Neal Moritz. |       |
| Chevrolet Chevelle SS - 1970 Rouge avec 2 bandes noires                    | Dominic Toretto                  | 456 ch    | Après le générique                              | Elle est visible dans Fast and Furious 4.                                               |       |
| Deux roues                                                                 |                                  |           |                                                 |                                                                                         |       |
| Honda CBR 900.RR Fireblade - 1997 Rouge                                    | Johnny Tran                      | 124 ch    | Après la première course de rue.                |                                                                                         |       |
| Yamaha YZF R1 - 1998 Bleu                                                  | Lance Nguyen                     | 150 ch    | Après la première course de rue.                |                                                                                         |       |
| Kawasaki KLR 650 - 2001 Noir                                               | Johnny Tran                      | 42 ch     | Fin du film, à la mort de Jesse.                |                                                                                         |       |
| Honda CR 125 - 1996 Rouge                                                  | Lance Nguyen                     | 42 ch     | Fin du film, à la mort de Jesse.                | Abîmée par Dominic Toretto avec sa Dodge Charger.                                       |       |
| Poids-lourds                                                               |                                  |           |                                                 |                                                                                         |       |
| Freightliner FLA 104 - Beige                                               | Chauffeur routier                | 475 ch    | Première attaque de camion, début du film.      | Pare-brise passager détruit.                                                            |       |
| Peterbilt 359 - 1987 Bleu ciel                                             | Chauffeur routier                | 350 ch    | Troisième attaque de camion, fin du film.       | Pare-brise passager détruit et reçoit des coups de chevrotine par son conducteur.       |       |
| Freightliner FLD 120 - 1991 Vert                                           | Chauffeur routier                | 425 ch    | Camion percuté par la Charger à la fin du film. |                                                                                         |       |

### Influence
L'Opération Fast and Furious, menée par l'ATF américain et visant à infiltrer le trafic d'armes, est nommée d'après le film.
Le clip du groupe Scooter, Ramp! (The Logical Song), est inspiré du film.

### Jeux vidéo
Le succès du film favorise également la production de produits dérivés tels que des jeux vidéo.
- En 2001, apparaît le premier jeu d'arcade Fast and Furious pour les consoles Playstation 2 et Playstation portable.
- En 2003, Electronic Arts publie le premier de deux volets de la série Need For Speed intitulé Underground. Le deuxième volet est publié une année plus tard.
- En 2006, le jeu Fast and Furious sort sur les plateformes de jeux en ligne.